# Бонкомпаньи, Карло
Ка́рло Бонкомпа́ньи ди Момбе́лло (итал. Carlo Bon Compagni di Mombello; 1804—1880) — итальянский юрист, педагог, публицист и государственный деятель.

## Биография
Карло Бонкомпаньи родился 25 июля 1804 года в городе Турине. По окончании юридического факультета Туринского университета в 1826 году поступил на государственную службу.
С 1834 года Бонкомпаньи стал известен как журналист и в этом качестве написал «Storia della literatura christiana degli undici primi secoli» и «Introduzione alla scienza del diritto» (Лугано, 1848; по мнению ряда библиографов — его главное сочинение).
В 1837 году стал соучредителем «Il Subalpino», членом Высшей статистической комиссии. С 1838 года — президент общества по созданию воспитательных домов.
С 14 октября 1845 года стал сардинским сенатором (членом апелляционного суда). Согласно «ЭСБЕ» именно ему «Турин обязан учреждением воспитательных домов и поднятием народного образования». К этому времени относится и его труд: «Saggio di lezione per l’infanzia».
Кроме того, он сотрудничал в пьемонтском журнале «Annali di Giurisprudenza», и ему же принадлежит редакция королевского патента от 1 августа 1845 года об организации народных школ.
С 1848 года — депутат Палаты депутатов королевства (сначала Сардинского, потом Итальянского), избирался 10 раз с состав палаты. Работал в I—V и VII—XI созывах. В 1848—1851 годах — коммунальный советник Турина. В августе 1849 года был назначен Чрезвычайным посланником и полномочным министром для мирных переговоров с Австро-Венгрией.
С 15 февраля 1852 года — государственный советник. С 1874 года — профессор конституционного права Туринского университета.
С 20 декабря 1849 года по 16 ноября 1853 года — вице-президент Палаты депутатов Королевства.
Министр народного просвещения с 16 марта по 27 июля 1848 года и с 29 августа по 16 декабря 1848 года, а с 21 мая по 4 ноября 1852 года — исполняющий обязанности Министра народного просвещения.
В первом конституционном министерстве Карла Альберта 1848 года под председательством маркиза Чезаре Альфиери Бонкомпаньи получил должность министра народного просвещения. Ему страна обязана органическим школьным законом от 4 октября 1848 года, разделением университетов на факультеты, независимостью школ от общин и сосредоточением верховного надзора в руках одного ведомства, а также вытеснением иезуитских коллегий национальными.
Министр юстиции с 21 мая 1852 года по 27 октября 1853 года.
С 1852 года он занимал пост министра юстиции в кабинете Массимо д’Адзельо и внёс закон о гражданском браке, в котором были устранены недостатки церковного закона и французской системы; но закон этот не был принят вследствие сопротивления сената.
В 1853 году Карло Бонкомпаньи перешёл в министерство Бенсо ди Кавура. С 16 по 20 ноября 1853 года и с 19 декабря 1853 года по 16 июня 1856 года — президент Палаты депутатов.
С 26 декабря 1856 года по 11 мая 1859 года — чрезвычайный посланник и полномочный министр в Тоскане, Парме и Модене.
В 1857 году он был назначен посланником во Флоренцию, а в 1859 году действовал там же в качестве комиссара Виктора-Эммануила при временном правительстве Великого герцогства Тосканского и заведовал делами во время регентства принца Кариньянского.
С 11 мая по август 1859 года — Чрезвычайный комиссар в Тоскане, а с декабря 1859 года по март 1860 года — генерал-губернатор Центральной Италии.
После присоединения папских владений он, уже в качестве частного человека, обнародовал брошюру «Sulla potenza temporale del Papa». Позже он был профессором государственного права в Париже. В октябре 1870 году Виктор-Эммануил назначил его президентом комиссии, на которую возложено было обсуждение закона о гарантиях папской власти. В 1874 году король возвёл его в звание сенатора Королевства Италия.
был наставником наследного принца Умберто.
Карло Бонкомпаньи умер 14 декабря 1880 года в родном городе.

## Научные звания
- С 9 декабря 1841 года — член туринской Академии наук.
- С 1845 года — член депутации по истории отечества в Турине, а с 10 апреля 1878 года — вице-президент этой депутации.
- С 8 ноября 1863 года — член-корреспондент Королевского общества в Неаполе.
- С 27 июля 1863 года — член-корреспондент «Ateneo di Brescia»
- Со 2 июня 1875 года — член Академии деи Линчеи

## Награды
- Орден Святых Маврикия и Лазаря
  - Большой крест
  - Великий офицер
  - Командор
  - Кавалер
- Большой крест ордена Короны Италии
- Кавалер Савойского гражданского ордена (24 июня 1860 года)

## Избранная библиография
- «Saggio di lezione per l’infanzia»
- «Storia della literatura christiana degli undici primi secoli»;
- «Introduzione alla scienza del diritto» (Лугано, 1848);
- «Napoli ed il Regno italiano» (1860);
- «L’unita d’Italia e l’elezione» (1861);
- «Il ministero Battazi ed il parlamento» (1862);
- «La traduzione liberale piemontese» (1867).